# Bistarac Donji
Bistarac Donji je naseljeno mjesto u sastavu općine Lukavac, Federacija Bosne i Hercegovine, BiH.

## Povijest
Mjesto je prema narodnoj predaji dobilo prema Bistaračkom potoku - Bistarčiću, za koji kažu da je nekad bio izrazito bistar i znatno bogatiji vodom nego danas te da nikad nije presušivao. Na njemu je bilo vodenica. 1533. godine vrela spominju Bistarac kao srednje naseljeno mjesto. Austro-Ugarska je poput glavnine naselja dijelila po vjerskoj osnovi na Katolički odnosno Latinski i Turski, te po toj podjeli popisivala stanovništvo. Bistarac Donji zvao se Bistarac Katolički i pripadali su mu Bistarac Katolički (Latinski), Kalejevo Katoličko, Pašići (Pasici), Pirkovac i Piskavica. Katastarska općina Bistarac obuhvaćala je uz Bistarac Turski i Bistarac Katolički (Latinski) i naselja Plane,  Šići i Mijatovići (Mihatovići), tj. naselja Mihatovići, tada Mijatovići, mahale Hodžići i Mijatovići; Plane, mahale Cigani i Plane; Šići i po popisu iz 1895. godine Bistarac Fabrika, dobar dio današnjeg grada Lukavca. Po popisu iz 1885. godine bilo je 432 stanovnika,od čega 421 katolik i 11 muslimana, jedan vlastelin i 126 radno sposobnih kmetova. Bistarac Donji iz 1889. sastojao se od više dijelova (mahala): Tunjići, Božići, Tomići, Pasici, Piskavicai Žigići te lokaliteta Pirkovac na kojem je bio han. Središte naselja bio je lokalitet Brodić, na račvanju puta za Tunjiće i Iljkino brdo, dolazeći uz Bistarački potok.
KPJ je održao u Tuzli i okolici niz javnih skupova protiv skupoće i predizbornih skupova u drugoj polovici 1920. godine, pored ostalih u Bistarcu.

## Spomenici
9. prosinca 2017. zamjenik ministra sigurnosti BiH Mijo Krešić i predsjednik udruge dragovoljaca i veterana HVO TŽ Ivo Andrić Lužanski položili su u Bistarcu Donjem kamen temeljac za izgradnju spomen obilježja poginulim braniteljima.

## Stanovništvo
| Bistarac Donji     |                |                |                |
| godina popisa      | 1991.          | 1981.          | 1971.          |
| Hrvati             | 1.053 (63,89%) | 1.187 (71,59%) | 1.647 (80,41%) |
| Muslimani          | 249 (15,10%)   | 183 (11,03%)   | 321 (15,67%)   |
| Srbi               | 37 (2,24%)     | 14 (0,84%)     | 67 (3,27%)     |
| Jugoslaveni        | 223 (13,53%)   | 222 (13,38%)   | 10 (0,48%)     |
| ostali i nepoznato | 86 (5,21%)     | 52 (3,13%)     | 3 (0,14%)      |
| ukupno             | 1.648          | 1.658          | 2.048          |

## Poznate osobe
- Mons. Petar Tunjić (29. listopada 1937. – 7. veljače 2009. ), rođen od roditelja Ivana i Katarine r. Marković u Bistarcu u župi Lukavcu. Osnovnu školu pohađao je u Bistarcu, srednju u Zagrebu, a teologiju u Đakovu gdje je 29. lipnja 1964. zaređen za svećenika Vrhbosanske nadbiskupije. Tijekom ratnih događanja u Bosni i Hercegovini bio je jedini svećenik na teritoriju Vrhbosanske nadbiskupije koji je cijelo vrijeme rata, kao župnik u Tesliću, ostao na teritoriju RS. Poslije rata župnik Silbe i Premude kod Zadra.[6] Bio je župnik u Tesliću cijelo vrijeme rata, ostavši sa svojim vjernicima u gradu kojega su kontrolirale srpske vojne postrojbe.[7]

## Vanjske poveznice
- RTV Lukavac, Bistarac, Božić 2009., rtvlukavac